# Beursschouwburg
Le Beursschouwburg est un centre des arts multidisciplinaire situé en plein cœur de Bruxelles qui organise des spectacles, des films, des concerts, des expositions, des débats et des fêtes. Beursschouwburg est réputé pour être une maison qui offre une plate-forme aux artistes jeunes et innovateurs. Le beurscafé, annexé à cette salle de spectacle, offre des services de cafétéria depuis le 14 septembre 2006. Le directeur général et artistique depuis 2012 est Tom Bonte.

## Historique
Construit en 1885, le bâtiment accueille la Brasserie flamande avec ses salles pour réunions et banquets.
En 1922, la grande salle du bâtiment fut agrandie et le bâtiment voisin, celui de droite, racheté et intégré à l'ensemble. En 1946, refonte totale des deux bâtiments, avec la création du théâtre à l'italienne. 
L'acteur populaire  Darman y crée le "Théâtre de la Bourse" pour que s'y jouent des vaudevilles. Ce Théâtre ne survécut pas longtemps à son décès, survenu en 1959. En février 1965, il devient le Beursschouwburg, réellement flamand celui-là, ouvert aux productions des cercles flamands d’art dramatique. Ce lieu s'est forgé une nouvelle réputation vers le milieu des années 1980 par l'organisation d'expositions et rencontres autour des arts plastiques d'avant-garde et de concerts de figures marquantes du free jazz, des musiques improvisées et de la musique expérimentale à prix relativement démocratiques.
Il s'est aussi attiré un public assez branché plus large par l'organisation de soirées de musiques électroniques.

## Accès
Ce site est desservi par la station de prémétro Bourse.